# Anarmostus
Anarmostus é um género monótipo de insectos pertencente à família Asilidae. A única espécie é Anarmostus iopterus.
A espécie é encontrada na América Central e do Sul.